# Steve Fisher
Steve Fisher (nome completo Stephen Gould Fisher) (Marine City, 29 agosto 1912 – Canoga Park, 27 marzo 1980) è stato uno scrittore e sceneggiatore statunitense, autore di romanzi polizieschi, firmati anche con lo pseudonimo Stephen Gould.
Nato nel 1912 a Marine City nello stato del Michigan, già a tredici anni il giovane Fisher vendette il suo primo racconto ad una rivista. All'età di sedici anni Fisher si arruolò nel corpo dei Marines, e durante il suo servizio continuò a pubblicare storie ed articoli. Dal romanzo I Wake Up Screaming del 1941 è stato tratto il film Situazione pericolosa con Victor Mature e Betty Grable.

## Opere
- Satan's Angel, 1935
- Murder of the Admiral, 1936 (firmato Stephen Gould)
- Murder of the Pigboat Skipper (titolo alternativo Murder on the S-23), 1937
- The Night Before Murder (1939)
- Homicide Johnny, 1940 (firmato Stephen Gould)
- Quando sarò impiccato (I Wake Up Screaming), 1941
  - I Classici del Giallo Mondadori n. 615, 1990
- Winter Kill, 1946
- Be Still My Heart, 1952
- Take All You Can Get, 1955
- No House Limit, 1958
- Image of Hell, 1961
- Saxon's Ghost, 1969
- The Hell-Black Night, 1970
- The Big Dream, 1970

## Filmografia

### Cinema
- The Nurse from Brooklyn
- Navy Secrets
- Tifone sulla Malesia
- Situazione pericolosa
- Verso le coste di Tripoli
- Berlin Correspondent
- Destinazione Tokyo
- Onde insanguinate
- Solo chi cade può risorgere (Dead Reckoning), regia di John Cromwell (1947)
- Il canto dell'uomo ombra (Song of the Thin Man), regia di Edward Buzzell (1947)
- Tokyo Joe, regia di Stuart Heisler (1949)
- La donna che volevano linciare (Woman They Almost Lynched), regia di Allan Dwan (1953)
- La città che non dorme (City That Never Sleeps), regia di John H. Auer (1953)
- Waco, una pistola infallibile (Waco), regia di R.G. Springsteen (1966)

### Televisione
- Men of Annapolis - serie TV, un episodio (1957)